# Gary Hughes (hokeista)
Gary Dennis Hughes (ur. 20 grudnia 1932 w Reginie, Saskatchewan, zm. 10 września 2021 w Calgary) – kanadyjski hokeista grający na pozycji obrońcy, trener, selekcjoner reprezentacji Polski w latach 1962–1964.

## Kariera
Gary Hughes karierę rozpoczął w 1951 w klubie ligi WCJHL – Calgary Buffaloes, w którym występował do 1952. Następnie w sezonie 1953/1954 reprezentował barwy klubu ligi WIHL – Kimberley Dynamiters. W latach 1954–1958 występował w uniwersytecką drużynę Colorado College w Colorado Springs – Colorado College Tigers w rozgrywkach NCAA, w których Hughes wraz z drużyną triumfował w 1957. Następnie w 1958, po ukończonych studiach na kierunku filozofii i geologii wyjechał do Wielkiej Brytanii występować w klubie ligi BNL – Wembley Lions, z którym w 1959 triumfował w rozgrywkach Pucharu Ahearne, a w 1960 w wieku 27 lat zakończył sportową karierę.

## Kariera trenerska
Gary Hughes po zakończeniu kariery zawodniczej rozpoczął karierę trenerską. W latach 1960–1961 był selekcjonerem reprezentacji Danii. W 1962 na prośbę PZHL-u IIHF namówił Hughesa do podjęcia pracy w Polsce, na co Hughes się zgodził i tym samym został selekcjonerem reprezentacji Polski, którym był do 1964 łącząc funkcję trenera klubu z ekstraklasy polskiej – Baildonu Katowice. W latach 1962–1964 prowadził reprezentację Polski w 28 meczach m.in.: na mistrzostwach świata 1963 w Sztokholmie, na których jego drużyna zajęła 4. miejsce w Grupie B oraz na turnieju olimpijskim 1964 w Innsbrucku, gdzie w rundzie kwalifikacyjnej Biało-Czerwoni przegrali 2:1 z reprezentacją RFN, w związku z czym zagrali w Grupie pocieszenia, w której zajęli 1. miejsce, zajmując tym samym w klasyfikacji końcowej turnieju 9. miejsce.
W ciągu dwóch lat pracy w Polsce Hughes wniósł duży wkład w rozwój hokeja na lodzie w tym kraju, wprowadzając nowoczesne metody treningowe i nowe elementy gry, jako były obrońca był szczególnie nastawiony na przygotowanie formacji defensywnych poprzez m.in.: ucząc wszystkich zawodników sztuki bodiczkowania. Mimo wymagającego podejścia do zawodników, cieszył się wśród nich wielkich autorytetem.
Następnie wyjechał do Szwecji, gdzie w latach 1965–1966 był trenerem klubu ligi Hockeytvåan – Gislaveds SK, a w latach 1967–1968 klubu ligi Division 1 – IFK Umeå, potem w 1968 przez kilka miesięcy prowadził klub w Południowej Afryce – Wembley Lions Johannesburg.

## Sukcesy

### Colorado College Tigers
- Mistrzostwo NCAA: 1957

### Wembley Lions
- Puchar Ahearne: 1959

## Życie prywatne
Gary Hughes w 1962 ożenił się z Polką – Izabelą Marią (z d. Przemus), mieszkał w Calgary, gdzie od 1970 był współwłaścicielem firmy Noves Engineering działającej w przemyśle wydobywczym.